# Argos (pastýř)
Argos (řecky Ἄργος, latinsky Argus) je v řecké mytologii gigant, mnohooký pastýř.

## Příběh
Záletný nejvyšší bůh Zeus se zamiloval do kněžky Íó a před svou žárlivou manželkou Hérou ji skryl v podobě krávy. Ovšem Héra zjistila, jak se věci mají a Dia přemluvila, aby jí krávu daroval. Nechala ji potom hlídat stookým (někdy ovšem popisovaným jako jednooký či čtyřoký) pastýřem Argem, obrem z pradávných dob, konajícím většinou dobro.
Zeus poslal boha Herma, aby pastýře zabil. Poté Héra poslala na začarovanou Íó velkého ováda, který ji zahnal až k severozápadnímu moři, které bylo po ní nazváno mořem Iónským. Tam však pouť Íó neskončila, prchala před ovádem až do Egypta, kde porodila Diova syna Epafa.
Argovýma očima pak Héra ozdobila paví ocas.